# James B. Allen
James B. Allen (Gadsden, 1912. december 28. – Gulf Shores, 1978. június 1.) az Amerikai Egyesült Államok szenátora (Alabama, 1969–1978).